# Большие надежды (мини-сериал, 2023)
«Большие надежды» (англ. Great Expectations) — 6-серийная экранизация одноимённого романа Чарльза Диккенса, премьера которой состоялась в 2023 году на сервисе Hulu. Главные роли в мини-сериале сыграли Оливия Колман, Финн Уайтхед и Шалом Брюн-Фрэнклин.

## Сюжет
Юный Пип встречает на болотах беглого каторжника Абеля Мэгвича, который поручает ему украсть напильник, чтобы снять кандалы. Пип возвращается, принося кусок пирога с напильником внутри, к большому удивлению Мэгвича. Позже каторжника повторно арестовывают во время борьбы с таинственным беглецом.
Пип живёт со своей сестрой и кузнецом Джо Гарджери, который учится у дяди Пипа. Живущая в затворничестве мисс Хэвишем хочет использовать мальчика в качестве друга по играм своей приёмной дочери Эстеллы, и, конечно, сестра Пипа соглашается на это. Во время своего пребывания в доме мисс Хэвишем Пип убеждается, что она станет его благодетельницей.
В отличие от книги,
Пип изначально мечтает стать настоящим джентльменом и поскорее уехать в Лондон.
Пип рассказывает о своих мечтах хозяйке дома, а также заявляет, что влюблённость в его планы не входит.
Пип стал приходить в дом мисс Хэвишем каждую среду и получать уроки от Эстеллы и мисс Хэвишем.
Постепенно Пип влюбляется в Эстеллу и мечтает добиться успеха в Лондоне, чтобы завоевать её.
Одновременно с учёбой в доме мисс Хэвишем Пип берёт уроки у своей подруги Бидди, включая уроки французского языка, чтобы не разочаровать Эстеллу и мисс Хэвишем, совершенно не замечая того, что Бидди в него влюблена.
Семь лет спустя Пипа, однажды видевшегося с Эстеллой, посещает адвокат Джеггерс и сообщает тому, что нашёлся анонимный благотворитель, который оплатит его переезд в Лондон, и начало там жизни Пипа в качестве джентльмена, но при условии, что он будет известен лишь как Пип, а не мистер Пип, и не будет знать об источнике денежных средств. Предполагая, что благодетелем является мисс Хэвишем, Пип навещает её и обещает не допустить нарушения условий.
Оказавшись в Лондоне, Пип постепенно начинает понимать, что действительно имеет значение.

## В ролях
- Финн Уайтхед — Пип[1]
- Оливия Колман — мисс Хэвишем
- Тристан Гравелль — Компесон
- Шалом Брюн-Фрэнклин

## Премьера и восприятие
Премьера мини-сериала состоится 26 марта 2023 года на сервисе Hulu.